# Gardiner (Maine)
Gardiner – miasto w Stanach Zjednoczonych, w stanie Maine, w hrabstwie Kennebec, położone na zachodnim brzegu rzeki Kennebec.